# Royal Marines Base Chivenor
Royal Marines Barracks Chivenor ( ou RMB Chivenor) est une base militaire britannique utilisée principalement par la 3 Commando Brigade. Il est situé sur la rive nord de l'estuaire de la rivière Taw, à côté du South West Coast Path (en), sur la côte nord du Comté de Devon, en Angleterre. Les villes les plus proches sont Barnstaple et Braunton.
Initialement un aérodrome civil ouvert dans les années 1930, le site a été repris par la Royal Air Force (RAF) et a été opérationnel entre mai 1940 et 1995 lorsqu'il a été transféré aux Royal Marines.

## Unités sur la base
Royal Navy :

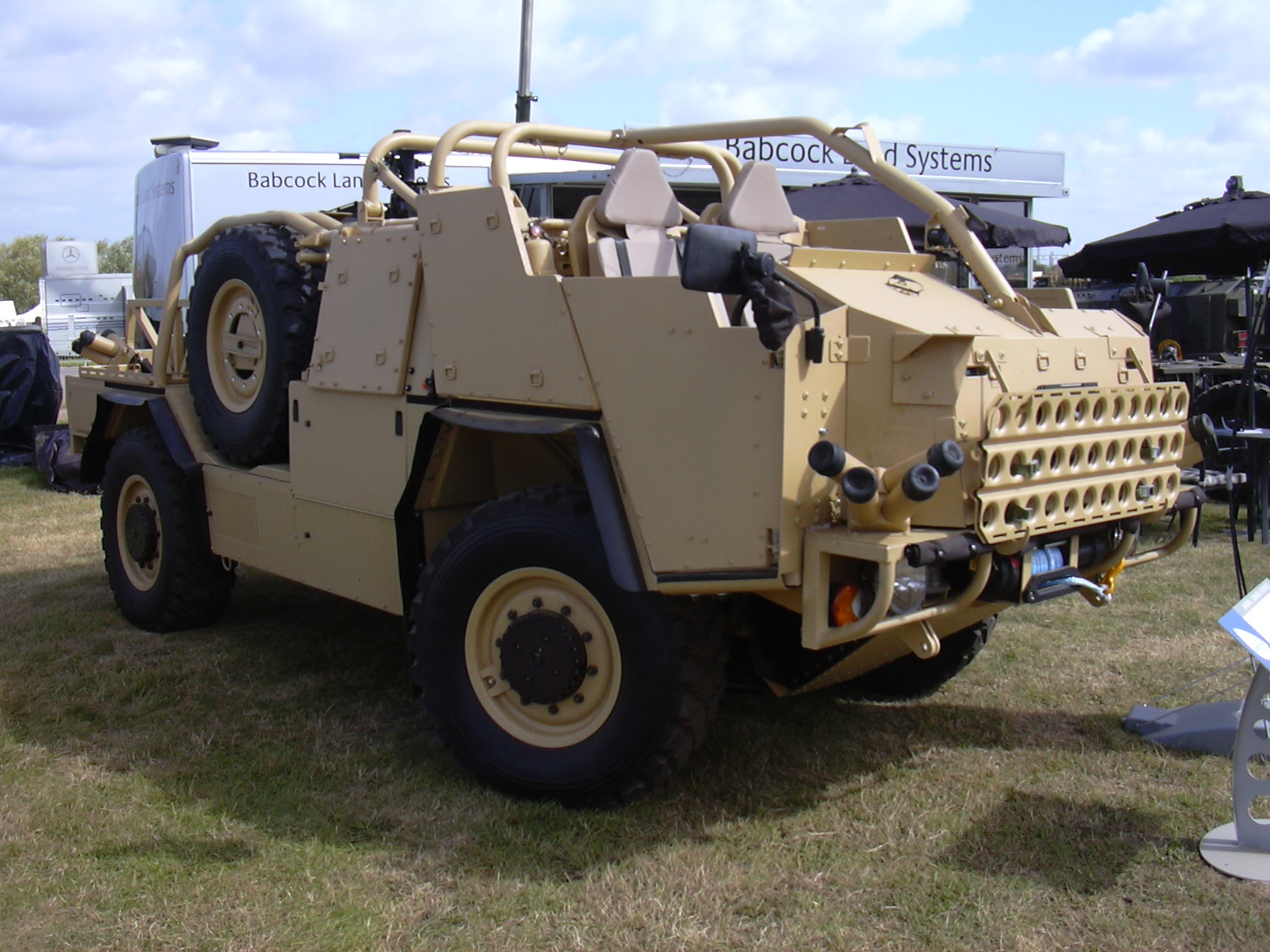
Jackal du Commando Logistic Regiment

- Royal Marines (3 Commando Brigade)
  - Commando Logistic Regiment (en)
    - Régiment Logistique Commando
    - Escadron du quartier général
    - Escadron de soutien à l'équipement
    - Escadron de soutien de la Force de débarquement
    - Escadron de soutien logistique
    - Escadron médical
    - Escadron viking [1]

 British Army
 :

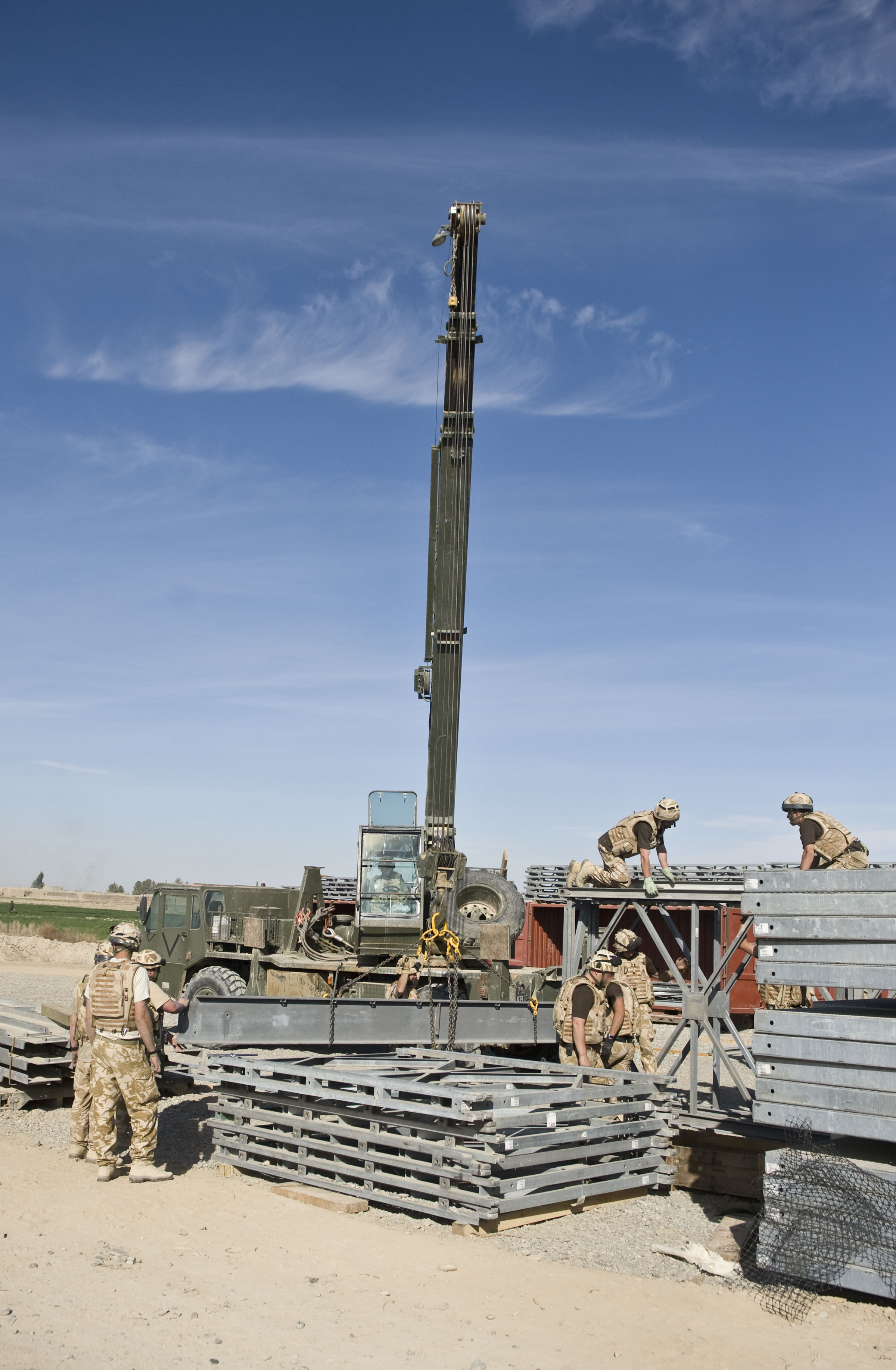
24 Commando Royal Engineers sur construction d'un pont

- Royal Engineers (3 Brigade Commando)
  - 24 Commando Royal Engineers (en)
    - 56e quartier général du commando et escadron de soutien
    - 54e Escadron du génie commando
    - 59e Escadron du génie commando
    - 131e Escadron du génie commando
    - 24 REME (Ateliers)

Volunteer Cadet Corps :
En décembre 2020, le Volunteer Cadet Corps (en) a créé une unité de Royal Marines Cadets au RMB Chivenor. En raison de la COVID-19, les activités en face à face ont été suspendues, mais à partir d'octobre 2021, les premiers cadets et volontaires adultes commenceront la formation sur place.